# Australobuthus xerolimniorum
Genre
Espèce
Australobuthus xerolimniorum, unique représentant du genre Australobuthus, est une espèce de scorpions de la famille des Buthidae.

## Distribution
Cette espèce est endémique d'Australie-Méridionale. Elle se rencontre sur le fond desséché des lacs Hart, Gilles, Eyre et Gairdner.

## Description
Le mâle holotype mesure 40,5 mm et la femelle paratype 39,5 mm. Australobuthus xerolimniorum mesure de 35 à 42 mm de long.

## Étymologie
Le nom de cette espèce est composé de xeros ξερος (sec) et limne Λίμνη (lac).

## Publication originale
- Locket, 1990 : « A new genus and species of scorpion from South Australia (Buthidae: Buthinae). » Transactions of the Royal Society of South Australia, vol. 114, no 2, p. 67-80 (texte intégral).